# Guillaume Dombet
Guillaume Dombet est un peintre et maître verrier français originaire de Bourgogne, à Cuisery, né vers 1390, installé à Avignon de 1414, actif jusqu'en 1458, il meurt peu avant août 1461. Il a été nommé vingt fois « peintre » et seulement quatre fois « peintre et verrier/vitrier » bien qu'on lui connaisse autant de travaux de verrerie que de peinture.
Il a formé un atelier à Avignon avec ses fils Aubry ou Albéric, connu entre 1439 et 1462, et Jacques connu de 1450 à 1461, et son gendre Arnolet de Catz, actif entre 1430 et 1432.

## Biographie
En 1414, Guillaume Dombet répare les verrières de la Tour du Pape et celles de la chambre du Cerf du palais des Papes d'Avignon à la demande du camérier François de Conzié (1411-1431). Il pose deux verrières aux armes du pape Jean XXIII dans la Tour du Pape.
En octobre 1415, il promet à Jean Drogoul, seigneur de Pennes, de terminer la décoration de la chapelle de l'Assomption dans l'église Saint-Sauveur d'Aix où il avait déjà réalisé des vitraux. Il est nommé victrarius et pictor.
Le 2 juin 1418, il promet à Vitalis, recteur de l'université juive d'Aix de réaliser des vitraux de différentes couleurs pour six fenêtres de la synagogue d'Aix.
Le 9 mai 1420, il traite pour le retable commandé par Pierre Reboul représentant la Vierge et l'Enfant, saint Jacques, saint François, saint Louis d'Anjou pour le couvent des Cordeliers d'Aix. 
En 1423, Guilaume Dombet a réalisé un retable représentant la Vierge et l'Enfant entre saint Jacques et la Madeleine, pour la chapelle de Notre-Dame du Portail-Magnanen, en 1423.
Le 10 avril 1425, Bertrand Roubaud, gardien du couvent des Frères Mineurs de Marseille, lui a commandé des peintures pour deux fenêtres du sanctuaire.
Prix-fait du 30 juillet 1429 pour un retable commandé par les Cordeliers représentant, au centre l'Annonciation, de part et d'autre, la Nativité et l'arrivée des Mages, de l'autre, la Circoncision et la Purification, avec une prédelle.
Le 31 décembre 1432, il s'engage auprès de Jean de Saint-Michel, de Tarascon, pour confectionner pour lui un vitrail au chœur de l'église Sainte-Marthe.
Le 28 juillet 1433, les syndics de Tarascon lui ont commandé de peindre les armes du roi et de la reine de Sicile.
Le 3 février 1440, le noble Isnard Peytavin a commandé deux vitraux à Guillaume Dombet pour orner les deux baies de la chapelle Saint-Claude de l'église Sainte-Marthe de Tarascon.
Il a exécuté avant le 3 novembre 1444 des vitraux pour la chapelle Saint-Mitre de la cathédrale Saint-Sauveur d'Aix-en-Provence.
Le 15 mars 1448, il s'est engagé auprès des Célestins d'Avignon, de peindre quatre verrières pour la partie neuve de la chapelle de Saint-Pierre-de-Luxembourg.
Le 26 février 1449, Guillaume Dombet est peintre dans un prix-fait pour un vitrail placé dans l'abside de la cathédrale d'Aix.
Il a réalisé le retable de l'église paroissiale de Caderousse en 1452
En 1458, le cardinal Pierre de Foix demande à Albéric Dombet de faire tous les vitraux nécessaires pour les salles et les chambres.
Il a rédigé son testament le 4 octobre 1458 dans lequel il demande à être enterré dans la chapelle Sainte-Catherine de l'église Notre-Dame-la-Principale d'Avignon..
Après sa mort, le 19 août 1461, partage de son hoirie par ses fils Aubry et Jacques.
Il a eu plusieurs élèves dont Grabusset, de Besançon, qui a succédé au fils de son patron, Aubry, en 1463.

## Œuvres connues
- Vitraux de la chapelle Saint-Mitre de la cathédrale Saint-Sauveur d'Aix-en-Provence.

## Famille
Le 9 mai 1420, il est marié avec une certaine Agnès. 
Il a eu trois fils, Aubry, Jacques et Jean. Tous ont été peintres. Les deux premiers sont restés à Avignon, le dernier est retourné à Cuisery et a reçu une maison dans cette ville le 5 mars 1453 en avance d'hoirie.
Il a eu aussi quatre filles :
- Peyronnette, mariée à Arnolet de Catz, peintre, par contrat du 17 mai 1430,
- une autre Peyronnette, maiée à Pierre d'Anjou, pélissier, par contrat du 19 septembre 1435,
- Guillemette, mariée à Jean Mesterel, savetier, par contrat du 14 février 1440,
- Bertranne ne semble pas avoir été mariée[6].